# 克丽·戈尔丁
克丽·戈尔丁（英語：Kerry Golding，1973年11月27日—），澳大利亚女子自行车运动员。她曾代表澳大利亚参加1996年和2000年夏季残疾人奥林匹克运动会自行车比赛，获得一枚金牌。